# Gare de La Tour-de-Salvagny
La gare de La Tour-de-Salvagny est une gare ferroviaire française située sur la commune de La Tour-de-Salvagny dans la métropole de Lyon et la région Auvergne-Rhône-Alpes.

## Service voyageurs

### Accueil
Halte SNCF, c'est un point d'arrêt non géré (PANG) à entrée libre.

### Dessertes
La Tour-de-Salvagny est desservie par des trains du réseau TER Auvergne-Rhône-Alpes (ligne Sain-Bel - Lyon).